# Serghei Alexandrov
Serghei Alexandrov (n. 15 mai sau 26 februarie 1965) este un fost fotbalist internațional moldovean, care a jucat pe postul de atacant.
Între anii 1992–1998 el a jucat 6 meciuri la echipa națională de fotbal a Moldovei, marcând 5 goluri, 4 dintre care - într-un singur meci. În data de 18 august 1992, Serghei Alexandrov a marcat patru goluri într-un meci contra echipei naționale de fotbal a Pakistanului, acesta fiind primul hat-trick și primul poker (patru goluri marcate de un jucător într-un singur meci) din istoria naționalei Moldovei.

## Palmares

### Club
Bugeac Comrat
- Divizia Națională

Locul 3: 1992
- Cupa Moldovei: 1992

### Individual
Bugeac Comrat
- Golgheter – Divizia Națională: 1992 (13 goluri; împărțit cu Oleg Flentea)[6][7]

## Goluri internaționale
| Goluri internaționale marcate de Serghei Alexandrov | Goluri internaționale marcate de Serghei Alexandrov | Goluri internaționale marcate de Serghei Alexandrov | Goluri internaționale marcate de Serghei Alexandrov | Goluri internaționale marcate de Serghei Alexandrov | Goluri internaționale marcate de Serghei Alexandrov | Goluri internaționale marcate de Serghei Alexandrov |
| #                                                   | Data                                                | Stadion                                             | Adversar                                            | Scor                                                | Rezultat                                            | Competiție                                          |
| --------------------------------------------------- | --------------------------------------------------- | --------------------------------------------------- | --------------------------------------------------- | --------------------------------------------------- | --------------------------------------------------- | --------------------------------------------------- |
| 1                                                   | 20 mai 1992                                         | Stadionul Republican, Chișinău, Republica Moldova   | Lituania                                            | 1–0                                                 | 1–1                                                 | Meci amical                                         |
| 2                                                   | 18 august 1992                                      | Stadionul Internațional Amman, Amman, Iordania      | Pakistan                                            | 2–0                                                 | 5–0                                                 | Turneu amical                                       |
| 3                                                   | 18 august 1992                                      | Stadionul Internațional Amman, Amman, Iordania      | Pakistan                                            | 3–0                                                 | 5–0                                                 | Turneu amical                                       |
| 4                                                   | 18 august 1992                                      | Stadionul Internațional Amman, Amman, Iordania      | Pakistan                                            | 4–0                                                 | 5–0                                                 | Turneu amical                                       |
| 5                                                   | 18 august 1992                                      | Stadionul Internațional Amman, Amman, Iordania      | Pakistan                                            | 5–0                                                 | 5–0                                                 | Turneu amical                                       |